# Ahmed Baly
Ahmed Baly –en árabe, أحمد بالي– (nacido el 3 de febrero de 1976) es un deportista egipcio que compitió en judo. Ganó dos medallas en el Campeonato Africano de Judo en los años 1998 y 2000.

## Palmarés internacional
| Campeonato Africano | Campeonato Africano | Campeonato Africano | Campeonato Africano |
| Año                 | Lugar               | Medalla             | Categoría           |
| ------------------- | ------------------- | ------------------- | ------------------- |
| 1998                | Dakar (Senegal)     | Medalla de plata    | +100 kg             |
| 2000                | Argel (Argelia)     | Medalla de bronce   | +100 kg             |